# Chthonioidea
Super-famille
Les Chthonioidea sont une super-famille de pseudoscorpions.

## Distribution
Les espèces de cette super-famille se rencontrent sur tous les continents sauf aux pôles.

## Liste des familles
Selon Pseudoscorpions of the World (version 3.0) :
- Chthoniidae Daday, 1888
- Lechytiidae Chamberlin, 1929
- Pseudotyrannochthoniidae Beier, 1932
- Tridenchthoniidae Balzan, 1892
- † Dracochelidae Schawaller, Shear & Bonamo, 1991

## Publication originale
- Daday, 1888 : A Magyar Nemzeti Muzeum álskorpióinak áttekintése. Természetrajzi Füzetek kiadja a Magyar nemzeti Muzeum, vol. 11, p. 111-136 & 165-192 (texte intégral).